# Les Monges (Solsona)
Les Monges o Col·legi de la Companyia de Maria, és una edificació que forma part de l'Inventari del Patrimoni Arquitectònic Català de la ciutat de Solsona (Solsonès).
El CRAI Biblioteca de Fons Antic de la Universitat de Barcelona conserva diverses obres provinents dels fons del convent. Així mateix, ha registrat i descrit exemples de les marques de propietat que van identificar el col·legi.

## Descripció

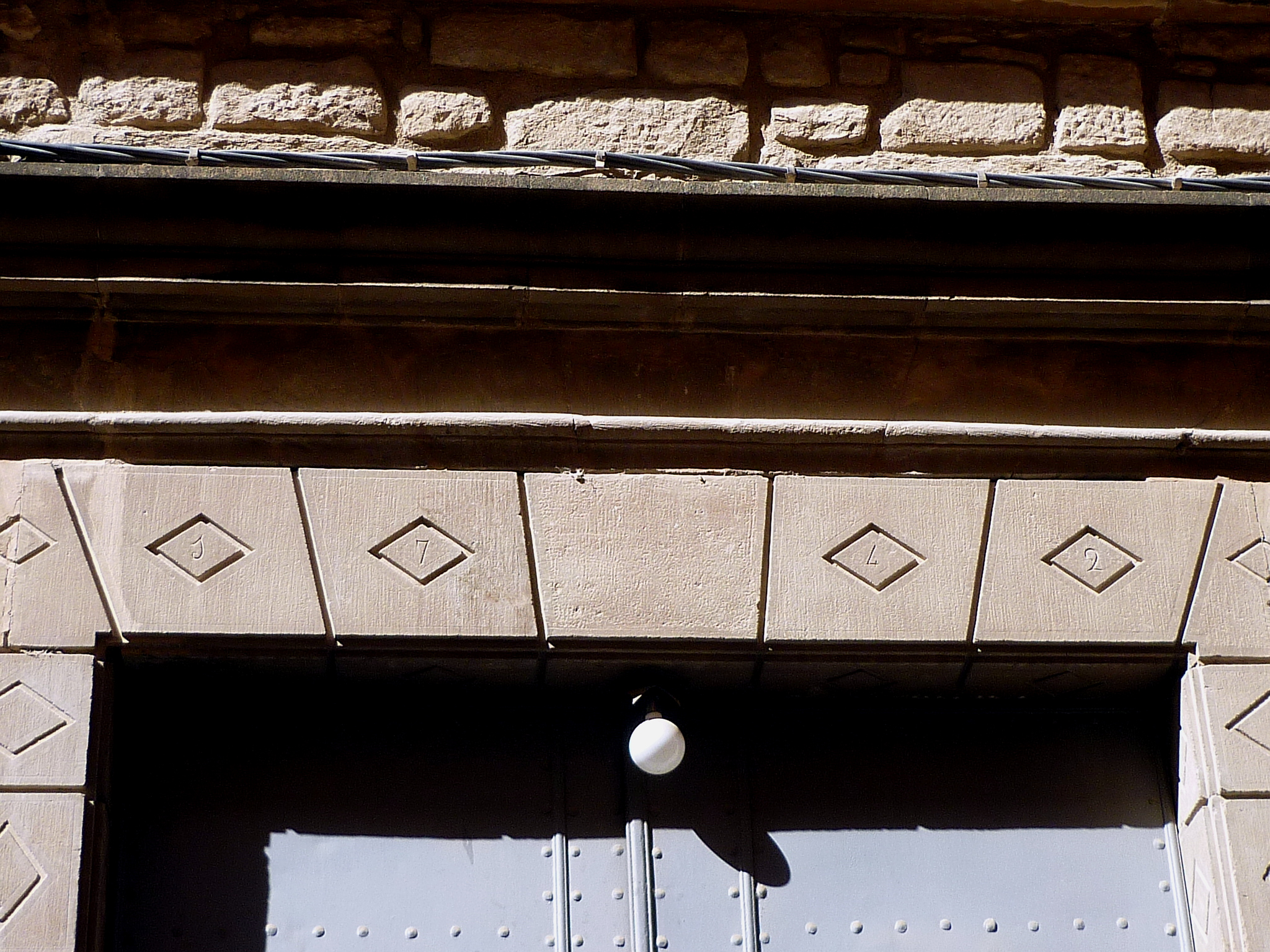
Llinda de la porta de l'església

Edifici religiós, construït al costat del Portal del Castell i de l'antic castell de Solsona. Fou edificat al segle xviii. Es posà la primera pedra el 22 de gener de 1740 i s'acabava el 25 de juny de 1758. Es tracta d'un edifici de tres plantes, en forma de U de cara al migdia sobre l'hort. La façana no té cap mena de decoració, la porta principal està formada per un gros portal adovellat. Adossada al castell per la part del migdia i al convent per l'altre costat s'hi edificà una església del mateix estil, molt modificada darrerament i dedicada a la Mare de Déu. Anys més tard fou cedit el castell per ampliar el convent.

## Notícies històriques
La fundació del convent es deu a l'advocat solsoní, Pau Alinyà, que en el seu testament, del 30 de novembre de 1712, va llegar tots els seus béns per la fundació d'un convent de monges de Santa Clara, i que si això no era possible, almenys un convent d'una orde que es dediqués a l'ensenyament.
Els marmessors aconsellats pel prelat, escolliren la segona opció del testament i a partir d'aquí es fundà la primera escola per a noies. A petició del bisbe de Solsona, vingueren quatre monges (les Mares Mariana Crusellas, Antònia Vallgornera, Mariana Brichfeus i la Gna. Rosa Gasch que arribaren a Solsona el dia 22 de juny de 1758) de la Companyia de Maria (Lestonac) per a ocupar el convent i dedicar-se a l'ensenyament. Aquest col·legi encara perdura avui. Durant la guerra carlina dels set anys, les forces de la guarnició de Solsona i totes les famílies liberals de la ciutat, es refugiaren en aquest convent, l'abril de l'any 1837.
El 2020 les monges de la Companyia de Maria, van rebre un comunicat que deia que les monges havien de deixar el convent de Solsona. Se'ls hi va fer un homenatage amb una missa i una celebració al pati de l'Escola Arrels.